# Adolf von Pilgrim

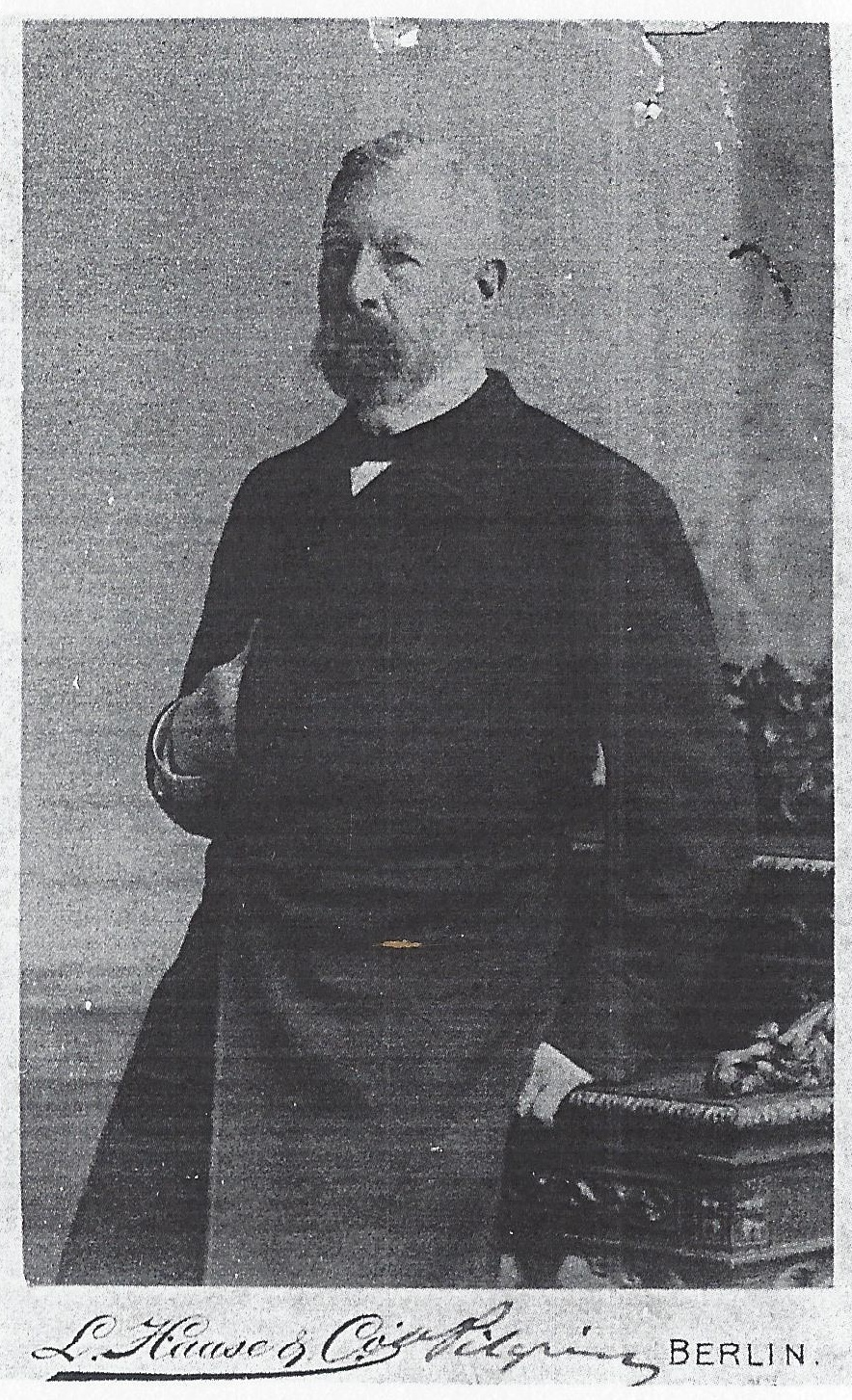
Adolf v. Pilgrim

Adolf Karl Gisbert Peter Ludwig Ernst Pilgrim, seit 1869 von Pilgrim (* 12. Oktober 1821 in Meschede; † 23. Dezember 1909 in Minden) war ein deutscher Verwaltungsjurist in Preußen. Vor und nach der Reichsgründung saß er für die Freikonservative Partei und die Deutsche Reichspartei im Reichstag.

## Leben
Er war der Sohn von Christian Adolf Wilhelm Pilgrim, der zur Zeit seiner Geburt Landrat des Kreises Eslohe war. Die Mutter war Berta Freiin von Plettenberg. Er selbst war dreimal verheiratet.
Nach dem Abitur in Dortmund diente Pilgrim 1841/42 als Einjährig-Freiwilliger beim Ulanen-Regiment „Großherzog Friedrich von Baden“ (Rheinisches) Nr. 7 der Preußischen Armee in Bonn. Er immatrikulierte sich an der Rheinischen Friedrich-Wilhelms-Universität für Rechtswissenschaft und wurde 1842 im Corps Borussia Bonn recipiert. Nach drei Semestern wechselte er als Inaktiver an die Friedrich-Wilhelms-Universität Berlin. 1844 bestand er die Auskultatorprüfung am Kammergericht und 1846 das Referendarexamen am Oberlandesgericht Hamm. 1851 folgte die Prüfung zum Regierungsassessor in Köln (wie in den Vorprüfungen mit sehr mäßigen Ergebnissen). 1852 heiratete er in Potsdam Hedwig Schorlemer (1834–1858), Tochter des Hofapothekers Emil Schorlemer. Im selben Jahr kam er zur Regierung in Koblenz und zum Oberpräsidium der Rheinprovinz in Koblenz. Im Jahr 1853 wurde er Landrat des Kreises Bochum. Seine zweite Ehefrau wurde 1861 in Konstantinopel Harriett Sarell (1838–1866), eine Tochter des Bankiers Richard Sarell. Seit 1862 war Pilgrim Polizeipräsident in Königsberg. Zwei Jahre nach Harrietts Tod heiratete er 1868 dort Antoinette von Kurowsky (1846–1927), Tochter des Gutsbesitzers Gustav von Kurowsky, Gutsherr auf Louisenhof in Ostpreußen. Pilgrim war zuletzt Major der Landwehr-Kavallerie. Seit 1875 Landdrost von Hildesheim, wurde er 1882 zum Regierungspräsidenten im Regierungsbezirk Minden ernannt. Aus Altersgründen schied er 1894 mit 73 Jahren aus dem Staatsdienst aus.

## Politik
Von 1855 bis 1858 und von 1886 bis 1893 gehörte er dem Preußischen Abgeordnetenhaus an. Zunächst fraktionslos, schloss er sich später den Freikonservativen an. Er saß im Reichstag (Norddeutscher Bund) (1867) und im Reichstag (Deutsches Kaiserreich) (1881–1884) für den Wahlkreis Hannover 13 (Goslar) an.

## Ehrungen
- Nobilitierung durch Wilhelm I. am 16. August 1869 in Bad Homburg vor der Höhe[4]
- Ehrenmitglied des Corps Borussia Bonn[1]
- Wirklicher Geheimer Rat im Jahre 1901 aus Anlass seines 80. Geburtstages
- Landwehrdienstauszeichnung I. Klasse
- Roter Adlerorden II. Klasse mit Eichenlaub (1901)